# Дончо Костов
Дончо Костов Стоянов е български агроном и генетик. През лятото на 1944 година е включен в правителството на Иван Багрянов като министър на земеделието и държавните имоти, но отказва поста и е освободен.

## Биография
Дончо Костов е роден на 6 юни 1897 година стар стил (18 юни 1897 година нов стил)  в село Локорско.  През 1916 година завършва Първа софийска мъжка гимназия. Учи естествена история в Софийския университет „Свети Климент Охридски“. Завършва агрономство и защитава докторантура в Хале през 1924 година.
От 1925 година е в Агрономо-лесовъдния факултет на Софийския университет, където започва като асистент на професор Иван Иванов. С Рокфелерова стипендия специализира генетика в Харвардския университет, Бостън, при Едуард Мъри Ийст (1926 – 1929). В Харвард Дончо Костов по някои научни теми работи заедно с Джеймс Кендал. Дончо Костов се завръща в България. След него в София идва Дж. Кендал, който тук довършва изследванията си и защитава докторската си дисертация.
Въпреки достатъчното публикации в специализирани чуждестранни издания, Дончо Костов не получава място на доцент в Софийския университет (1931). Участва и в конкурс за Директор на Земеделската опитна станция в София, който спечелва, но назначението му се бави.
Дончо Костов е с леви идеи (той става член на Българската работническа партия през 1944). При тези условия през 1932 година той се отзовава на личната покана на световно известния съветски академик Николай Вавилов да се присъедини към Института по генетика. Там Дончо Костов започва да работи, отначало в Ленинград, а после в Москва (1932 – 1939). Преподава в Ленинградския университет (1934 – 1936), където е избран за професор. В Института по това време работят видните генетици Херман Малър (Нобелова награда, 1946 г.) и Георгий Карпеченко (разстрелян, Комунарка, 1941) . Участва в организираните от академик Вавилов експедиции из Съветския съюз. През 1936 г. Дончо Костов, заедно с академиците Константинов и Лисицин, е в комисия, която критично разглежда дейността на ръководения от Трофим Лисенко Институт по генетика и селекция в Одеса ; През този период публикува над 100 статии, много от тях в престижни световни издания, включително 10 статии в списание „Нейчър“.
В Съветския съюз кампанията на Лисенко за налагане на неговите възгледи се засилва и Николай Вавилов постепенно изпада в немилост.
През 1938 г. Дончо Костов, който все още работи в Москва, кандидатства за доцент по генетика в Агрономо-лесовъдния факултет, но е отхвърлен. Конкурсът печели Генчо Генчев.
През септември 1939 г. напуска СССР и се завръща в България. Той никога не приема и не се примирява с „учението“ на Лисенко . Даже след сесията на ВАСХНИЛ (1948) на въпроса на своите сътрудници „А сега как ще работим“ е отговарял: „Ще работим по науката, а не по Лисенко“ 
В България министърът на земеделието (Иван Багрянов) го назначава за директор на Централния земеделски изпитателен институт. Тази длъжност Дончо Костов заема от октомври 1939 г. до януари 1949 г.
През 1943 г. е избран за редовен доцент при катедрата по „Обща биология“ на Медицинския факултет. През 1945 г. е повишен в извънреден професор. От 1946 г. е редовен професор и титуляр на катедрата по „Дарвинизъм, генетика и селекция“ при Агрономо-лесовъдния факултет. В катедрата лекциите по генетика чете проф. Генчо Генчев, а по селекция – Дончо Костов. За улеснение на студентите излизат и съвременните учебници по „Генетика“ (1947) на проф. Генчев и „Кратък курс по селекция на полските растения“ (1949) на акад. Д. Костов.
През юли 1946 година става редовен член на Българската академия на науките. Той е първият генетик, станал академик в България. Основава и ръководи Института по приложна биология и развитие на организмите (1947 – 1949). Участва в Международните Конгреси по Цитология (Стокхолм, 1947) и по Генетика (Стокхолм, 1948).

## В немилост
През август 1948 г. в Москва се провежда сесия на Академията на селскостопанските науки (ВАСХНИЛ). След нея идеите на „прогресивното“ учение на Лисенко стават държавна политика. Генетиците в Съветския съюз са принудени да скъсат с науката и да приемат „учението на Мичурин-Лисенко“. В България отражението на решенията на Августовската сесия на ВАСХНИЛ е незабавно. През ноември 1948 година в. Работническо дело публикува три статии от проф. Игнат Емануилов, в които остро се критикуват българските генетици, най-вече акад. Дончо Костов 
На Петия конгрес на БКП, проведен през декември 1948, продължават нападките срещу българските генетици. Вълко Червенков, който е начело на тогавашния Комитет за наука, изкуство и култура (КНИК), отбелязва, че у нас биологическата наука не е на „мичуринско-лисенковски позиции“. Титко Черноколев, зам. Министър на земеделието е по-конкретен. Той обвинява акад. Д. Костов в привързаност към „реакционните вайсманисти“, за „безплодност“, както и за това, че „всички негови изследвания се базират на съществуването на хромозомите и на неунаследяване на придобитите качества“ .
През април 1949 година се провежда Биологическа конференция на тема „Положението в биологическата наука у нас в светлината на мичуринското учение“. Цел на Конференцията е да принуди българските учени да приемат напълно безпочвените идеи на Т. Д. Лисенко. Резултатът е разгром на българската биологическа наука, което има трайни последици .
Като генетици, главните „подсъдими“ на Конференцията са акад. Дончо Костов и проф. Михаил Христов.
Дончо Костов е болен, той не присъства на заседанията. Заставен е да напише писмо до участниците. Текстът на писмото обаче не удовлетворява организаторите. Учените, запознати с делото на Дончо Костов, привеждат данни, които показват, че неговото писмо е било подменено и прочетеният текст е чужд . Дончо Костов е оклеветен и огорчен. Умира от сърдечен инфаркт през август същата година в София на 52 години.
Дончо Костов е женен за Анна Анатолиевна Завялова (1933). Нямат деца.

## Признаниие
Делото на акад. Дончо Костов получава пълно признание много години след смъртта му. През 1987 г. по случай 90 години от неговото рождение се организира юбилейно честване, на което слово произнася акад. Ангел Балевски, председател на БАН. На стогодишнината от неговото рождение Институтът по Генетика на БАН организира честване и изложба на фотографии .
Институтът по генетика на БАН от 1987 г. до 2010 г. носи името на акад. Дончо Костов (до сливането си с Института по физиология на растенията „Акад. Методий Попов“) 
През 2009 г. бе издаден сборник „Избрани научни трудове" на акад. Д. Костов. В него са представени неговите най-значими научни публикации .
През 1990 режисьорката Адела Пеева прави документалния филм „Дончо Костов – една българска история“.

## Научна дейност
Дончо Костов публикува над 200 оригинални научни труда в няколко области на генетиката. Той работи задълбочено по широк кръг проблеми, такива като междувидовата хибридизация, полиплоидията, образуването на калуса при присаждане, образуването на тумори, придобитият имунитет при растенията, структурата на хромозомите и други. Резултатите от своите изследвания той публикува главно в реномирани европейски и американски списания.

## Избрани публикации
- Kostoff, Dontcho. Pollen-tube growth in Lythrum salicaria //  Proceedings of the National Academy of Sciences of the United States of America 13 (4).   1927. с. 253. Посетен на 30 юни 2024.
- Kostoff, Dontcho. Acquired immunity in plants //  Genetics 14 (1).   1929. с. 37 – 77. Посетен на 30 юни 2024.
- Studies on the structure and development of certain Cynipid galls. The Biological Bulletin, 56(6), pp.402 – 458. – с J. Kendall (1929)
- Ontogeny, genetics, and cytology of Nicotiana hybrids. Genetica, 12(1), pp.33 – 139. (1930)
- Kostoff, Dontcho. Studies on polyploid plants //  Journal of Genetics 37 (1).   1938. с. 129 – 209. Посетен на 30 юни 2024.
- Cytogenetics of the genus Nicotiana. Soﬁa, State Publishing House, 1072 p. (1941 – 1943) - Издание на български и английски

## Награди
От 1948 г. е член на Югославската академия на науките и изкуствата в Загреб. През 1988 г. посмъртно му е присъдена Димитровска награда.